# Montia
Genre
Classification APG III (2009)
Montia est un genre de plantes dicotylédones de l'ordre des Caryophyllales et de la famille des Portulacaceae selon la classification classique ou des Montiaceae selon la classification phylogénétique . 

## Liste des espèces
Selon ITIS (23 mars 2016) :
- Montia bostockii (Porsild) Welsh
- Montia chamissoi (Ledeb. ex Spreng.) Greene
- Montia dichotoma (Nutt.) T.J. Howell
- Montia diffusa (Nutt.) Greene
- Montia fontana L.
- Montia howellii S. Wats.
- Montia linearis (Dougl. ex Hook.) Greene
- Montia parvifolia (Moc. ex DC.) Greene